# أجدبرا
أجدبرا،

## الموقع والحدود
تقع بلدة اجدبرا – بوابة الساحل إلى الوسط والجرد – على تلّة تشرف منها على البحر، وعلى مدينة البترون، وقبرص وجزيرة الأرانب وصنين ومعظم قرى المنطقة.
ترتفع اجدبرا 475 متراً عن سطح البحر، وتبعد عن البترون مركز القضاء 4 كلم وعن طرابلس، مركز المحافظة، 32كلم وعن بيروت العاصمة 54كلم. مساحة أرضها 225 هكتاراً.
تصل إليها مباشرة من مدينة البترون وتتصل بها عمرانياً.

## الاسم ومعناه
من السريانية “Gadda bra” ويعني الحظ الكبير والنصيب الأعظم..
من السريانية أيضاً “Gadda da-bra” ويعني : نصيب قسمة الابن من “Igda bara” أي رأس الجبل.
من الجذر “جد” يعني :قطع وقسم.
عالية تعادل بارتفاعها القرى التي تبعد عن البترون 20 كلم وأكثر.

## نشأتها
يعيد المؤرخون والمقمشّون تاريخ البلدة إلى العام 1601 حيث نزح أبناء منعم الغلبوني الثلاثة إلى اجدبرا وهم :يعقوب، سابا، وفرح. والذين تحدّرت منهم عائلات البلدة.

## السكان
يبلغ عدد سكان اجدبرا، المسجلون 500 نسمة وعدد الناخبين 320ربيع 2005، اقترع 182 صوتاً، صيف 2000، ويتوزعون مذهبياً إلى 96% موارنة و3% طوائف مسيحية و1% غير محدد.

## عائلاتها
منعمو، نصرالله، قبلان، سابا، ريشا، الخوري، سليمان، كيرللوس، ضاهر، فنيانوس، اسطفان، مرعي، قهوجي، طنوس، رزق.

## آثار وتراث
- كنيسة سيدة “الفرس”
- صخرة دوغان
- مغارة اجدبرا
- معاصر قديمة

## دور العبادة
- كنيسة مار سابا – موارنة – رعائية.
- كنيسة سيدة الفرس – موارنة

## أعياد دينية
- عيد انتقال السيدة العذراء 15 آب
- عيد مار سابا 25 آب، الأعياد المسيحية

## الهيئات الرسمية
- مجلس بلدي مؤلف من تسعة أعضاء.
- مختار عدد 1، عدد أعضاء الهيئة الاختيارية 2.